# Syneches catarinae
Syneches catarinae är en tvåvingeart som beskrevs av Smith 1962. Syneches catarinae ingår i släktet Syneches och familjen puckeldansflugor. Inga underarter finns listade i Catalogue of Life.